# Lake Norma
Der Lake Norma ist ein See im Southland District der Region Southland auf der Südinsel von Neuseeland.

## Geographie
Der Lake Norma befinden sich im Fiordland National Park, rund 6,5 km ostsüdöstlich des Gaer Arm, der Teil des Kaikiekie / Bradshaw Sound ist. Der See liegt auf einer Höhe von 425 m und erstreckt sich bei einer Flächenausdehnung von 17,3 Hektar über eine Länge von rund 590 m in Südsüdwest-Nordnordost-Richtung. Seine breiteste Stelle misst rund 350 m in Westnordwest-Ostsüdost-Richtung und der Seeumfang kommt auf rund 1,68 km.
Gespeist wird der Lake Norma von dem von Südwesten kommenden Elaine Stream, der den See nach Nordnordosten hin auch wieder verlässt. Der Elaine Stream mündet weiter nordnordwestlich in den Camelot River, der dann weiter westlich selbst in den Gaer Arm des Kaikiekie / Bradshaw Sound mündet.